# Widerstandsnest 62

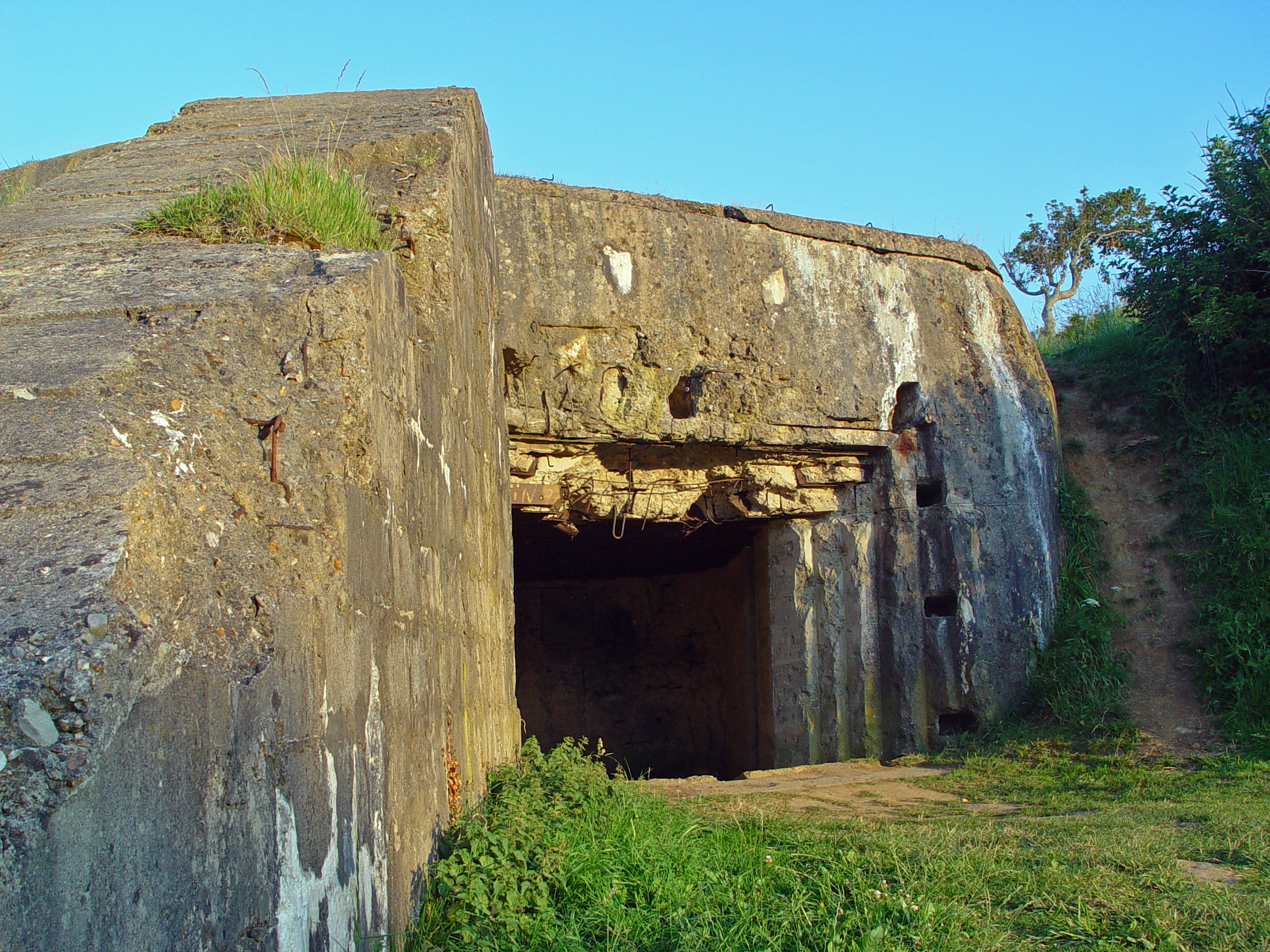
Un des deux bunkers de type H669 du WN 62.

Le Widerstandsnest 62 (abrégé en WN 62) est un Widerstandsnest (« nid de résistance »  en allemand), une fortification élément du mur de l'Atlantique, situé sur la commune de Colleville-sur-Mer, dans le Calvados. Il était une des principales défenses allemandes sur Omaha Beach, le secteur de débarquement américain. Il opposa une vive résistance aux troupes américaines débarquant le 6 juin 1944, leur causant d'importantes pertes.
Le cimetière américain de Colleville-sur-Mer a été créé non loin.

## Localisation

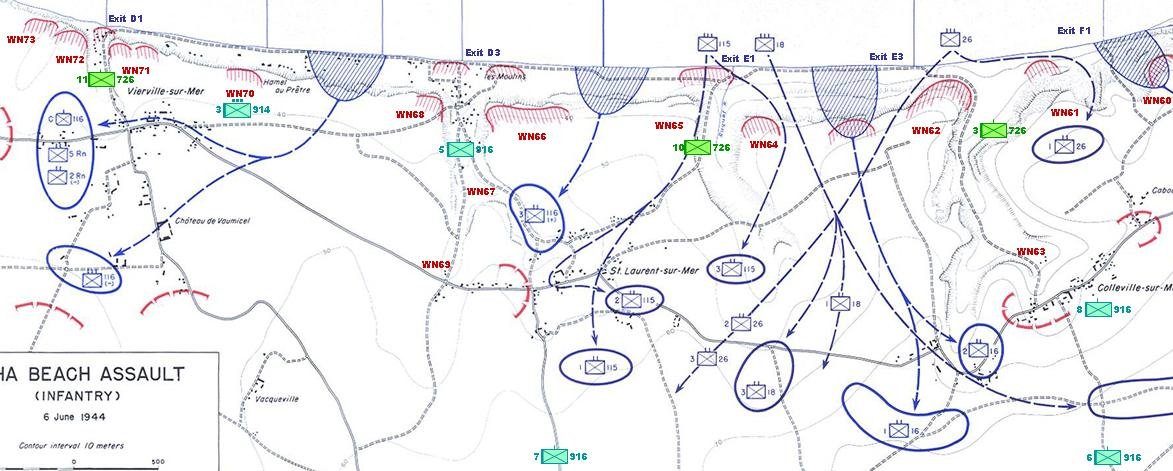
Emplacement du WN 62 sur le secteur d'Omaha Beach, à droite sur la carte.

Il est situé sur la commune de Colleville-sur-Mer, près du lieu-dit les Moulins Réparti sur une longueur d'environ 330 mètres pour 324 de large, il est installé sur une hauteur variant entre 50 et 15 mètres au-dessus du niveau de la mer. Il domine la plage d'Omaha Beach et la vallée du ruisseau des Moulins (49° 21′ 36″ N, 0° 50′ 50″ O). Il est situé juste en face du WN 61 (nl).

## Armement et équipement
Sur son flanc est, sur la plage, le WN 62 était protégé par un fossé anti-char de 4 mètres de large et 1,70 m de profondeur, rempli d'eau. L'intégralité du périmètre était entouré d'un réseau de fils barbelés
Le WN 62 était composé de:
- deux bunkers de type H669
- quatre tobrouks pour mitrailleuses MG42 et mortiers
- un poste d'observation de l'artillerie pour la batterie d'Houtteville (49° 19′ 24″ N, 0° 50′ 37″ O) situé plus à l'intérieur des terres
- deux postes de transmission
- plusieurs abris
- plusieurs positions de mitrailleuses dont des MG42 et des modèles polonais.

Environ 40 hommes avaient été affectés à la défense du site, dont 27 de la 716e division d'infanterie et 13 de la 352e division d'infanterie dont la fonction principale était de guider les tirs d'artillerie. Parmi les 40 hommes affectés, se trouvaient notamment:
- Bernard Frerking, lieutenant
- Heinrich Severloh, ordonnance du lieutenant Frerking et mitrailleur sur une MG42
- Franz Gockel, mitrailleur sur une mitrailleuse polonaise Maxim 08/15.

## Historique
Après l'inspection du mur de l'Atlantique par le maréchal Rommel en février 1944, les deux bunkers de type H669 sont construits au printemps de la même année.
Le 6 juin 1944, le WN 62 fait face au débarquement américain sur Omaha Beach. Les premiers éléments alliés débarquent vers 6h30 du matin. Vers 7 h 35, entre 100 et 200 soldats américains réussissent à pénétrer la ligne de front aux WN 62 et WN 61. Vers 9h05, le WN 61 est pris tandis que seule une mitrailleuse reste en action au WN 62. Les derniers combattants quittent leurs positions au début de l'après-midi. Franz Gockel déclare avoir quitté son poste vers 14 h, après avoir été blessé à la main. Heinrich Severloh déclare avoir été le dernier soldat allemand à quitter son poste de combat, à 15 h 30.
Aujourd'hui, l'emplacement du WN 62 est ouvert à la visite. Plusieurs éléments sont encore en place, comme les deux bunkers de type H669, plusieurs abris et tobrouks, ainsi que les traces des tranchées.